# Islande aux Jeux olympiques d'été de 2008
L'Islande participe aux Jeux olympiques d'été de 2008 à Pékin. Il s'agit de sa 18e participation à des Jeux d'été. Durant la compétition, l'équipe de handball masculin rapporte la première médaille olympique à l'Islande après leur finale perdue face à la France.

## Liste des médaillés islandais

### Médailles d'or
| Sport              | Discipline | Sportifs | Performance |
| Médailles d'or : 0 |            |          |             |

### Médailles d'argent
| Sport                  | Discipline | Sportifs | Performance   |
| Médailles d'argent : 1 |            | |               |
| Handball               | Hommes     | Sturla Ásgeirsson Arnór Atlason Logi Geirsson (en) Snorri Steinn Guðjónsson Hreiðar Guðmundsson (en) Róbert Gunnarsson Björgvin Páll Gústavsson Ásgeir Örn Hallgrímsson Ingimundur Ingimundarson (en) Sverre Andreas Jakobsson (en) Alexander Petersson Guðjón Valur Sigurðsson Sigfús Sigurðsson (en) Ólafur Stefánsson | 23 - 28 (FRA) |

### Médailles de bronze
| Sport                   | Discipline | Sportifs | Performance |
| Médailles de bronze : 0 |            |          |             |

## Athlètes islandais

### Athlétisme
| Hommes - Lancer de marteau : - Bergur Ingi Pétursson | Femmes - Lancer de javelot : - Ásdís Hjálmsdóttir - Saut à la perche : - Þórey Edda Elísdóttir |

#### Hommes
| Épreuve           | Athlète               | Séries   | Séries | Quarts de finale | Quarts de finale | Demi-finales | Demi-finales | Finale   | Finale |
| Épreuve           | Athlète               | Résultat | Rang   | Résultat         | Rang             | Résultat     | Rang         | Résultat | Rang   |
| ----------------- | --------------------- | -------- | ------ | ---------------- | ---------------- | ------------ | ------------ | -------- | ------ |
| Lancer du marteau | Bergur Ingi Pétursson | 71,63m   | 13e    | -                | -                | -            | -            | -        | -      |

#### Femmes
| Epreuve           | Athlète               | Séries   | Séries | Quarts de finale | Quarts de finale | Demi-finales | Demi-finales | Finale   | Finale |
| Epreuve           | Athlète               | Résultat | Rang   | Résultat         | Rang             | Résultat     | Rang         | Résultat | Rang   |
| ----------------- | --------------------- | -------- | ------ | ---------------- | ---------------- | ------------ | ------------ | -------- | ------ |
| Saut à la perche  | Þórey Edda Elísdóttir | 4,15m    | 12e    | -                | -                | -            | -            | -        | -      |
| Lancer du javelot | Ásdís Hjálmsdóttir    | 48,59m   | 24e    | -                | -                | -            | -            | -        | -      |

### Badminton
Femmes
- Simples :
  - Ragna Bjorg Ingólfsdóttir

### Handball
L'équipe masculine de handball a été battue en finale par l'équipe de France ce qui lui vaut une médaille d'argent.
Hommes

### Judo
Hommes
- + 100 kg :
  - Þormóður Árni Jónsson

### Natation
| Hommes - 50 m nage libre : - Árni Már Árnason - 100 m nage libre : - Örn Arnarson - 100 m papillon : - Hjörtur Már Reynisson - 100 m brasse : - Jakob Jóhann Sveinsson - 200 m brasse : - Jakob Jóhann Sveinsson - 100 m dos : - Örn Arnarson | Femmes - 50 m nage libre : - Ragnheiður Ragnarsdóttir - 100 m nage libre : - Ragnheiður Ragnarsdóttir - 200 m nage libre : - Sigrún Brá Sverrisdóttir - 100 m brasse : - Erla Dögg Haraldsdóttir - 100 m dos : - Sarah Blake Bateman - 200 m 4 nages indiv. : - Erla Dögg Haraldsdóttir |